# Народный сад
Народный сад (нем. Volksgarten) — один из парков Кёнигсберга, нынешнего Калининграда. Сохранился до наших дней, но в настоящее время не имеет официального статуса парка и находится в неухоженном состоянии. Парк расположен между Гвардейским проспектом (бывш. Дойчорденринг, нем. Deutschordenring), ул Горной (бывш. Фридрих-Эберт-штрассе, нем. Friedrich-Ebert-Strasse) и ул. Генерала Галицкого (бывш Штайндаммер Валл, нем. Steindammer Wall)

## История
Парк возник в 1636 году на территории между старым и новым оборонительным валами, к северу от Аусфальских ворот.
В 2008 году администрацией города был выдан порубочный билет на вырубку пятидесяти деревьев в Народном саду. Предположительно, билет был выдан незаконно.

## Достопримечательности
18 июня 1877 года в Народном саду был открыт Памятник воинам (нем. Kriegerdenkmal), погибшим во Франко-Прусской войне. Памятник представлял собой обелиск, у подножия которого были размещены четыре бронзовых барельефа с изображением военных сцен, маска умирающего воина и Железный крест, а на вершине обелиска была установлена скульптура орла. До нашего времени памятник не сохранился.